# Чепіль Володимир Васильович
Володи́мир Васи́льович Че́піль (3 вересня 1971 — 7 жовтня 2015) — старшина Збройних сил України, учасник російсько-української війни.

## Життєпис
Народився 1971 року в містечку Романів Житомирської області у сім'ї робітників. Закінчив романівську школу — разом з сестрою Аллою. Закінчив Івано-Франківський фізкультурний технікум за спеціальністю вчитель-тренер фізкультури. Протягом 1989—1991 років пройшов строкову службу в армії. По тому працював, робив «євроремонти».
Учасник Революції Гідності; мобілізований 12 лютого 2015 року як доброволець, солдат 14-ї окремої механізованої бригади.
7 жовтня 2015-го підірвався на «розтяжці» поблизу села Тарамчук Мар'їнського району.
12 жовтня 2015 року похований у місті Коломия з усіма почестями, траурна колона пройшла містом із українськими прапорами та в супроводі оркестру.
Без Володимира лишилися дружина та четверо дітей — дочка Леся та син Артур й дві прийомні дочки — Роза і Ліза.

## Вшанування
- Почесний громадянин міста Коломия (відповідно до рішення Коломийської міської ради від 13 жовтня 2015 року, посмертно)[2]
- 14 жовтня 2021 року на фасаді гімназії в смт Романів відкрито меморіальну дошку його честі
- Його портрет розміщений на меморіалі «Стіна пам'яті полеглих за Україну» у Києві: секція 7, ряд 6, місце 36
- у Коломиї названо вулицю на його честь[3][4]
- У Романівському ліцеї № 1 проводиться Баскетбольний турнір пам'яті загиблого бійця АТО Володимира Чепіля, який колись закінчив цю школу, завжди займався спортом, входив до складу баскетбольної команди[5].
- У Коломиї у 2016 році встановлено Пам'ятний знак на честь 26 загиблих в зоні АТО вояків, серед яких викарбовано ім'я та встановлена світлина Володимира Чепіля[6]
- У Католицькому храмі Христа Царя Всесвіту на проспекті Миру в Хмельницькому в Музеї російсько-української війни зберігається маскувальний костюм «кікімора», в якому загинув Володимир Чепіль, а також його «розгрузка»[7].